# El hombre y la Tierra
El hombre y la Tierra es una serie televisiva sobre naturaleza, producida por Televisión Española y dirigida por el naturalista Félix Rodríguez de la Fuente. Fue emitida desde el 4 de marzo de 1974 hasta el 20 de junio de 1981 ―y repuesta desde el 12 de marzo de 2009 hasta el 24 de septiembre de 2012―.
Esta serie es una obra de referencia para documentales sobre naturaleza tanto en España como en el extranjero, ya que la serie se distribuyó por varios países. En su tiempo, inauguró una nueva forma de documentación.
Se divide en tres bloques: la Serie Venezolana, rodada en Venezuela; la Serie Fauna Ibérica, rodada en España; y la Serie Canadiense, rodada en Canadá y Alaska. Son 124 episodios en total.
El 14 de marzo de 1980, en Alaska, mientras filmaban unos planos aéreos para los episodios sobre la Iditarod, la avioneta que pilotaba Warren Dobson y transportaba al propio Rodríguez de la Fuente y a los cámaras Teodoro Roa y Alberto Mariano Huéscar se estrelló debido a que el aparato se desestabilizó por desprenderse uno de sus hidropatines; todos los ocupantes murieron en el acto. La defunción del afamado naturalista ―que conmocionó a toda España― provocó que la serie quedase inconclusa ―había varios episodios pendientes de montar en el momento de la tragedia― y su emisión se paralizara hasta mayo del año siguiente.

## Datos técnicos

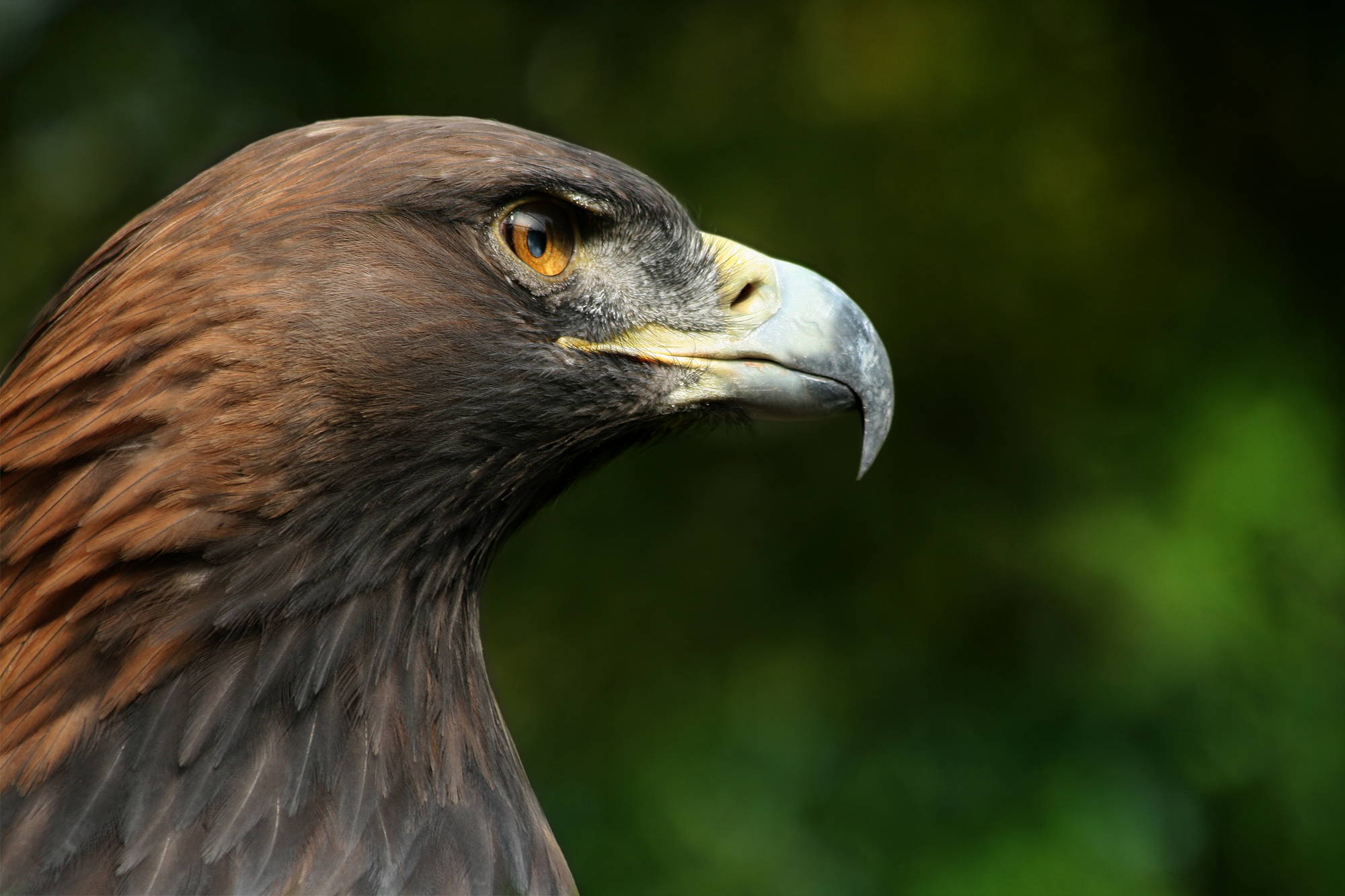
El águila real fue uno de los iconos del programa

- Título original: El hombre y la Tierra.
- País: España.
- Género: Documental
- Primera emisión: 4 de marzo de 1974.
- Última emisión: 20 de junio de 1981.
- Episodios: 124.
- Duración: 26-33 minutos.
- Dirección, realización, guion y presentación: Dr. Félix Rodríguez de la Fuente (†).
- Presentación (muerto Félix): Teófilo Martínez (episodios 117-124).
- Realizador adjunto: Joaquín Vera.
- Producción: José Ricart, Manuel Luis Miralles, Juan Mauri y Miguel María Delgado.
- Música: Antón García Abril.
- Cámaras: Teodoro Roa (†), Alberto Mariano Huéscar (†), Miguel Molina, Carlos de las Heras, Antonio Soubrier y Faustino Ocaña.
- Fotografía: Teodoro Roa (†), Alberto Mariano Huéscar (†), Alfonso Nieva, Jorge Herrero, Alberto Beato y Rafael Onieva.
- Sonido: Antonio Torreblanca y Manuel Barroso.
- Empresa productora: TVE, S. A.

## Reconocimientos
- Gran Premio de Montecarlo Príncipe Rainiero (1975) por el capítulo Prisioneros del Bosque.
- TP de Oro (1976) al Mejor Programa Nacional.
- II Gran Premio de París de L'Émission Scientifique de Télévision Centre National de la Recherche (1977) por el capítulo El cazador social.
- II Gran Premio de París de L'Émission Scientifique de Télévision Centre National de la Recherche (1978) por el capítulo El buitre sabio.
- La Academia de las Ciencias y las Artes de Televisión en el año 2000 eligió a El hombre y la Tierra como Mejor Producción de la Historia de la Televisión en España.

## Lista de episodios

### Serie Venezolana
| #  | Episodio | Título                                  | Estreno              |
| -- | -------- | --------------------------------------- | -------------------- |
| 1  | 1        | El hombre y la Tierra                   | 4 de marzo de 1974   |
| 2  | 2        | El azote del sol                        | 11 de marzo de 1974  |
| 3  | 3        | Operación anaconda                      | 18 de marzo de 1974  |
| 4  | 4        | El rodeo de los chigüires               | 25 de marzo de 1974  |
| 5  | 5        | La selva virgen venezolana              | 10 de abril de 1974  |
| 6  | 6        | Los yanomamis, un pueblo de la selva    | 17 de abril de 1974  |
| 7  | 7        | En busca de los indios del alto Orinoco | 18 de mayo de 1974   |
| 8  | 8        | El mundo del jaguar                     | 25 de mayo de 1974   |
| 9  | 9        | El pueblo bravo                         | 8 de junio de 1974   |
| 10 | 10       | Un campamento en la selva virgen        | 11 de junio de 1974  |
| 11 | 11       | La nutria gigante sudamericana          | 16 de junio de 1974  |
| 12 | 12       | La montaña sagrada                      | 22 de junio de 1974  |
| 13 | 13       | Los llanos de Venezuela                 | 6 de julio de 1974   |
| 14 | 14       | El paraíso de las aves                  | 13 de julio de 1974  |
| 15 | 15       | El mundo de coral                       | 20 de julio de 1974  |
| 16 | 16       | La isla de los alcatraces               | 30 de julio de 1974  |
| 17 | 17       | Mi amiga la nutria                      | 5 de agosto de 1974  |
| 18 | 18       | El Edén perdido                         | 12 de agosto de 1974 |

### Serie Fauna Ibérica
| #   | Episodio | Título                                | Estreno                 |
| --- | -------- | ------------------------------------- | ----------------------- |
| 19  | 1        | Prisioneros del bosque I              | 21 de marzo de 1975     |
| 20  | 2        | Prisioneros del bosque II             | 21 de marzo de 1975     |
| 21  | 3        | Los señores del bosque I              | 10 de octubre de 1975   |
| 22  | 4        | Los señores del bosque II             | 17 de octubre de 1975   |
| 23  | 5        | Los pequeños matadores I              | 24 de octubre de 1975   |
| 24  | 6        | Los pequeños matadores II             | 31 de octubre de 1975   |
| 25  | 7        | El buitre negro I                     | 7 de noviembre de 1975  |
| 26  | 8        | El buitre negro II                    | 14 de noviembre de 1975 |
| 27  | 9        | Las cigüeñas I                        | 28 de noviembre de 1975 |
| 28  | 10       | Las cigüeñas II                       | 5 de diciembre de 1975  |
| 29  | 11       | El águila perdicera I                 | 12 de diciembre de 1975 |
| 30  | 12       | El águila perdicera II                | 19 de diciembre de 1975 |
| 31  | 13       | El macho montés I                     | 26 de diciembre de 1975 |
| 32  | 14       | El macho montés II                    | 2 de enero de 1976      |
| 33  | 15       | El pirata de la espesura              | 9 de enero de 1976      |
| 34  | 16       | Las tablas de Daimiel I               | 16 de enero de 1976     |
| 35  | 17       | Las tablas de Daimiel II              | 23 de enero de 1976     |
| 36  | 18       | El proyectil viviente                 | 30 de enero de 1976     |
| 37  | 19       | El valle de las águilas               | 5 de febrero de 1976    |
| 38  | 20       | Taiga, el azor                        | 6 de febrero de 1976    |
| 39  | 21       | El cervatillo I                       | 13 de febrero de 1976   |
| 40  | 22       | El cervatillo II                      | 20 de febrero de 1976   |
| 41  | 23       | El Hosquillo                          | 27 de febrero de 1976   |
| 42  | 24       | Altanería I                           | 26 de marzo de 1976     |
| 43  | 25       | Altanería II                          | 2 de abril de 1976      |
| 44  | 26       | El alcaudón                           | 9 de abril de 1976      |
| 45  | 27       | Los últimos buitres de Europa I       | 5 de noviembre de 1976  |
| 46  | 28       | Los últimos buitres de Europa II      | 12 de noviembre de 1976 |
| 47  | 29       | El águila real I                      | 26 de noviembre de 1976 |
| 48  | 30       | El águila real II                     | 3 de diciembre de 1976  |
| 49  | 31       | El lirón careto I                     | 10 de diciembre de 1976 |
| 50  | 32       | El lirón careto II                    | 17 de diciembre de 1976 |
| 51  | 33       | El buitre leonado I                   | 7 de enero de 1977      |
| 52  | 34       | El buitre leonado II                  | 14 de enero de 1977     |
| 53  | 35       | Aves viajeras                         | 21 de enero de 1977     |
| 54  | 36       | El abejaruco I                        | 28 de enero de 1977     |
| 55  | 37       | El abejaruco II                       | 4 de febrero de 1977    |
| 56  | 38       | El lobo                               | 18 de febrero de 1977   |
| 57  | 39       | Olimpiada zoológica I                 | 25 de febrero de 1977   |
| 58  | 40       | Olimpiada zoológica II                | 4 de marzo de 1977      |
| 59  | 41       | Los pájaros carpinteros I             | 3 de enero de 1978      |
| 60  | 42       | Los pájaros carpinteros II            | 10 de enero de 1978     |
| 61  | 43       | Los pájaros carpinteros III           | 17 de enero de 1978     |
| 62  | 44       | El jabalí I                           | 24 de enero de 1978     |
| 63  | 45       | El jabalí II                          | 3 de febrero de 1978    |
| 64  | 46       | El buitre sabio                       | 10 de febrero de 1978   |
| 65  | 47       | La bella matadora                     | 17 de febrero de 1978   |
| 66  | 48       | El juego de la caza I                 | 24 de febrero de 1978   |
| 67  | 49       | El juego de la caza II                | 3 de marzo de 1978      |
| 68  | 50       | El cazador social                     | 8 de marzo de 1978      |
| 69  | 51       | El clan familiar                      | 31 de marzo de 1978     |
| 70  | 52       | Los matadores inocentes               | 7 de abril de 1978      |
| 71  | 53       | El cormorán                           | 14 de abril de 1978     |
| 72  | 54       | Las rapaces nocturnas I               | 28 de abril de 1978     |
| 73  | 55       | Las rapaces nocturnas II              | 5 de mayo de 1978       |
| 74  | 56       | Los córvidos I                        | 12 de mayo de 1978      |
| 75  | 57       | Los córvidos II                       | 26 de mayo de 1978      |
| 76  | 58       | Operación zorro I                     | 2 de junio de 1978      |
| 77  | 59       | Operación zorro II                    | 9 de junio de 1978      |
| 78  | 60       | Cabrera paraíso insular I             | 16 de junio de 1978     |
| 79  | 61       | Cabrera paraíso insular II            | 23 de junio de 1978     |
| 80  | 62       | El águila imperial I                  | 30 de junio de 1978     |
| 81  | 63       | El águila imperial II                 | 7 de julio de 1978      |
| 82  | 64       | La conquista del agua I               | 16 de febrero de 1979   |
| 83  | 65       | La conquista del agua II              | 23 de febrero de 1979   |
| 84  | 66       | El parque nacional de Doñana I        | 2 de marzo de 1979      |
| 85  | 67       | El parque nacional de Doñana II       | 9 de marzo de 1979      |
| 86  | 68       | El parque nacional de Doñana III      | 16 de marzo de 1979     |
| 87  | 69       | El parque nacional de Doñana IV       | 23 de marzo de 1979     |
| 88  | 70       | Los pequeños cazadores alados I       | 30 de marzo de 1979     |
| 89  | 71       | Los pequeños cazadores alados II      | 6 de abril de 1979      |
| 90  | 72       | Los pequeños cazadores alados III     | 20 de abril de 1979     |
| 91  | 73       | Las aves esteparias I                 | 27 de abril de 1979     |
| 92  | 74       | Las aves esteparias II                | 5 de mayo de 1979       |
| 93  | 75       | Las aves esteparias III               | 11 de mayo de 1979      |
| 94  | 76       | El último lince                       | 18 de mayo de 1979      |
| 95  | 77       | Los roedores I                        | 5 de octubre de 1979    |
| 96  | 78       | Los roedores II                       | 21 de octubre de 1979   |
| 97  | 79       | Rescatados del exterminio             | 19 de octubre de 1979   |
| 98  | 80       | La perdiz roja                        | 26 de octubre de 1979   |
| 99  | 81       | Las rapaces nocturnas ibéricas        | 2 de noviembre de 1979  |
| 100 | 82       | Las sierras de Cazorla y de Segura I  | 9 de noviembre de 1979  |
| 101 | 83       | Las sierras de Cazorla y de Segura II | 16 de noviembre de 1979 |
| 102 | 84       | Al borde de la extinción I            | 23 de noviembre de 1979 |
| 103 | 85       | Al borde de la extinción II           | 30 de noviembre de 1979 |
| 104 | 86       | Al borde de la extinción III          | 7 de diciembre de 1979  |
| 117 | 87       | El hombre y el lobo                   | 2 de mayo de 1981       |
| 118 | 88       | Rapaces ibéricas diurnas              | 9 de mayo de 1981       |
| 119 | 89       | El martín pescador                    | 16 de mayo de 1981      |
| 120 | 90       | Flamencos                             | 23 de mayo de 1981      |
| 121 | 91       | El río viviente I                     | 30 de mayo de 1981      |
| 122 | 92       | El río viviente II                    | 6 de junio de 1981      |

### Serie Canadiense
| #   | Episodio | Título                                   | Estreno                 |
| --- | -------- | ---------------------------------------- | ----------------------- |
| 105 | 1        | Nahanni                                  | 14 de diciembre de 1979 |
| 106 | 2        | Kluane                                   | 28 de diciembre de 1979 |
| 107 | 3        | El lago de los castores                  | 4 de enero de 1980      |
| 108 | 4        | Operación peregrino                      | 11 de enero de 1980     |
| 109 | 5        | Gran fauna canadiense I                  | 18 de enero de 1980     |
| 110 | 6        | Gran fauna canadiense II                 | 25 de enero de 1980     |
| 111 | 7        | Operación rescate                        | 1 de febrero de 1980    |
| 112 | 8        | Operación caribú                         | 8 de febrero de 1980    |
| 113 | 9        | Invierno en Canadá                       | 20 de febrero de 1980   |
| 114 | 10       | El trampero                              | 29 de febrero de 1980   |
| 115 | 11       | Aventura en Canadá                       | 7 de marzo de 1980      |
| 116 | 12       | El cementerio helado                     | 16 de marzo de 1980     |
| 123 | 13       | Iditarod (1000 millas sobre el hielo) I  | 13 de junio de 1981     |
| 124 | 14       | Iditarod (1000 millas sobre el hielo) II | 20 de junio de 1981     |

Nota: Unas horas antes de fallecer, Rodríguez de la Fuente planeó dos episodios más para la Serie canadiense: uno sobre los albatros de Cordova y otro sobre las Islas Aleutianas, que nunca llegaron a realizarse.